# Dendrocerus triticum
Dendrocerus triticum är en stekelart som först beskrevs av Taylor 1860.  Dendrocerus triticum ingår i släktet Dendrocerus och familjen trefåresteklar. Inga underarter finns listade i Catalogue of Life.